# Yarmouth (Maine)
Yarmouth ist eine Town im Cumberland County des Bundesstaates Maine in den Vereinigten Staaten. Yarmouth ist gelegen an der südöstlichen Küste von Maine, am Atlantischen Ozean. Im Jahr 2020 lebten dort 8990 Einwohner in 3859 Haushalten auf einer Fläche von 59,4 km².

## Geografie
Nach dem United States Census Bureau hat Yarmouth eine Gesamtfläche von 59,4 km², von denen 34,6 km² Land sind und 24,8 km² aus Gewässern bestehen.

### Geografische Lage
Yarmouth ist eine Hafenstadt an der Casco Bay am Atlantischen Ozean. Die Fläche der Town ist annähernd quadratisch und wird in der Mitte durch den Royal River geteilt. Der Cousins River trennt die Yarmouth vom benachbarten Freeport. Zu Yarmouth gehören die Inseln Cousins Island, Lanes Island, Great und Little Moshier Island, Little Johns und Crab Island. Die Oberfläche des Gebietes ist eben, ohne nennenswerte Erhebungen.

### Nachbargemeinden
Alle Entfernungen sind als Luftlinien zwischen den offiziellen Koordinaten der Orte aus der Volkszählung 2010 angegeben.
- Norden: Pownal, 5,1 km
- Nordosten: Freeport, 7,8 km
- Osten: Chebeague Island in der Casco Bay, 9,0 km
- Süden: Long Island in der Casco Bay, 4,2 km
- Westen: Cumberland, 10,2 km
- Nordwesten: North Yarmouth, 8,6 km

### Stadtgliederung
In Yarmouth gibt es mehrere Siedlungen: Royal Junction, Sodom, Yarmouth und Yarmouth Junction. Ehemals gab es zwei größere Villages in der Town: Yarmouthville  (Upper Village, Corner Village) und Yarmouth Falls Village (Lower Village).

### Klima
Die mittlere Durchschnittstemperatur in Yarmouth liegt zwischen −6,7 °C (20° Fahrenheit) im Januar und 20,6 °C (69° Fahrenheit) im Juli. Damit ist der Ort gegenüber dem langjährigen Mittel der USA um etwa 9 Grad kühler. Die Schneefälle zwischen Oktober und Mai liegen mit bis zu zweieinhalb Metern mehr als doppelt so hoch wie die mittlere Schneehöhe in den USA; die tägliche Sonnenscheindauer liegt am unteren Rand des Wertespektrums der USA.

## Geschichte

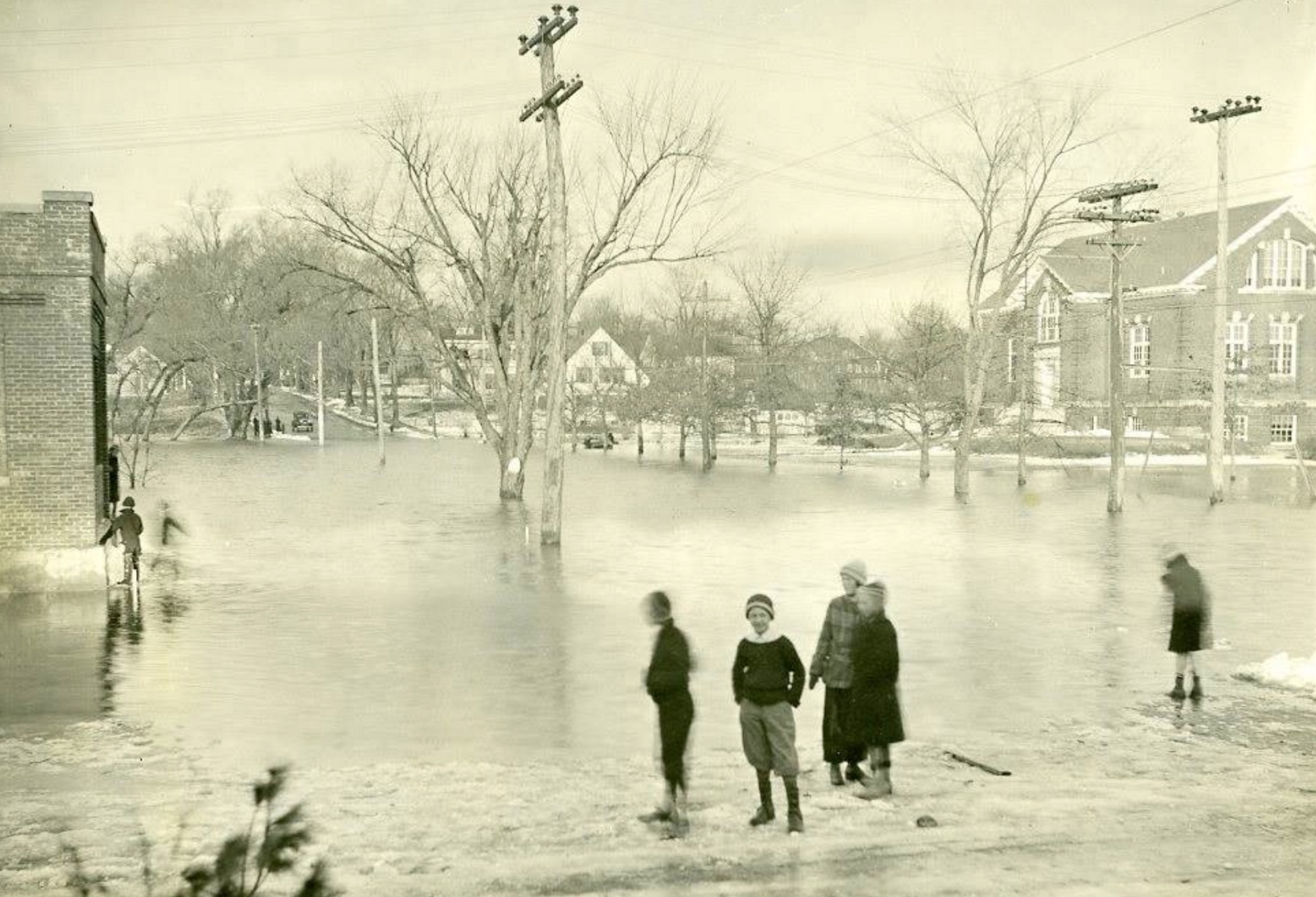
Brickyard Hollow, Yarmouth um 1900

Eine erste Besiedlung durch Europäer in dieser Gegend fand bereits im Jahr 1636 statt, jedoch wurden diese Siedlungen wieder verlassen. Endgültig wurde die Gegend im Jahr 1713 besiedelt. Einer der ersten Siedler war im Jahr 1646 William Royall, der eine Farm am Fluss gründete. Die Gegend trägt noch heute seinen Namen, ein anderer war einige Jahre früher John Cousins, der eine Landzunge und eine Insel besiedelte. Auch diese trägt noch heute seinen Namen. Das Land wurde den Abenaki abgekauft, denen das Prinzip dauerhaften Landbesitzes fremd war und die davon ausgingen, das Land nur für einige Zeit übergeben zu haben.
Gegründet wurde North Yarmouth am 22. September 1680, umfasste zu dieser Zeit auch noch Harpswell, welches im Jahr 1750 eine eigene Town wurde, Freeport, die Town wurde 1789 gegründet, Pownal, die Town wurde 1808 gegründet und Cumberland, Towngründung im Jahr 1821, schließlich Yarmouth im Jahr 1849.
Bereits im Jahr 1674 wurde in Yarmouth eine Mühle errichtet. Durch die Energieerzeugung an den Flüssen konnten Mühlen, Sägemühlen, Baumwollfabriken und Eisenhütten bereits sehr früh betrieben werden. Später kamen eine Schuhfabrik und Geflügelverarbeitungsunternehmen hinzu. Die Papierherstellung begann im Jahr 1816.
In Yarmouth wurden Ende des 19. Jahrhunderts Schiffe für verschiedene Zwecke gebaut. Dies waren Handelsschiffe, Küstenschiffe und Barken für den Handel mit den Westindischen Inseln. Ursprünglich wurden Schaluppen mit einem breiten Rumpf und großen Segeln gebaut. Diese wurden von den örtlichen Händlern für den Küstenhandel genutzt.
Im zwanzigsten Jahrhundert wuchs Yarmouth und es setzte ein Wandel ein. Im Jahr 1890 wurde eine Grammer School und im Jahr 1900 eine Highschool gegründet. Diese ersetzen die meisten der zuvor vorhandenen Ein-Raum-Schulen. Eine Bücherei wurde im Jahr 1904 gebaut. Yarmouth entwickelte eine Tourismusindustrie vor allem an den Küstenstreifen von Cousins und auf Littlejohn Islands. Im Jahr 1955 wurde nach Cousins Island eine Brücke gebaut. Trotz der Missbilligung durch die Town, wurde im Jahr 1961 die State Route 295 am Hafen entlang gebaut, welche nun die Uferpromenade von der Town trennt.

### Einwohnerentwicklung
| Volkszählungsergebnisse – Town of Yarmouth, Maine | Volkszählungsergebnisse – Town of Yarmouth, Maine | Volkszählungsergebnisse – Town of Yarmouth, Maine | Volkszählungsergebnisse – Town of Yarmouth, Maine | Volkszählungsergebnisse – Town of Yarmouth, Maine | Volkszählungsergebnisse – Town of Yarmouth, Maine | Volkszählungsergebnisse – Town of Yarmouth, Maine | Volkszählungsergebnisse – Town of Yarmouth, Maine | Volkszählungsergebnisse – Town of Yarmouth, Maine | Volkszählungsergebnisse – Town of Yarmouth, Maine | Volkszählungsergebnisse – Town of Yarmouth, Maine |
| Jahr                                              | 1800                                              | 1810                                              | 1820                                              | 1830                                              | 1840                                              | 1850                                              | 1860                                              | 1870                                              | 1880                                              | 1890                                              |
| ------------------------------------------------- | ------------------------------------------------- | ------------------------------------------------- | ------------------------------------------------- | ------------------------------------------------- | ------------------------------------------------- | ------------------------------------------------- | ------------------------------------------------- | ------------------------------------------------- | ------------------------------------------------- | ------------------------------------------------- |
| Einwohner                                         |                                                   |                                                   |                                                   |                                                   |                                                   | 2144                                              | 2027                                              | 1872                                              | 2021                                              | 2098                                              |
| Jahr                                              | 1900                                              | 1910                                              | 1920                                              | 1930                                              | 1940                                              | 1950                                              | 1960                                              | 1970                                              | 1980                                              | 1990                                              |
| Einwohner                                         | 2274                                              | 2358                                              | 2216                                              | 2125                                              | 2214                                              | 2669                                              | 3517                                              | 4854                                              | 6585                                              | 7862                                              |
| Jahr                                              | 2000                                              | 2010                                              | 2020                                              | 2030                                              | 2040                                              | 2050                                              | 2060                                              | 2070                                              | 2080                                              | 2090                                              |
| Einwohner                                         | 8360                                              | 8349                                              | 8990                                              |                                                   |                                                   |                                                   |                                                   |                                                   |                                                   |                                                   |

## Kultur und Sehenswürdigkeiten

### Bauwerke

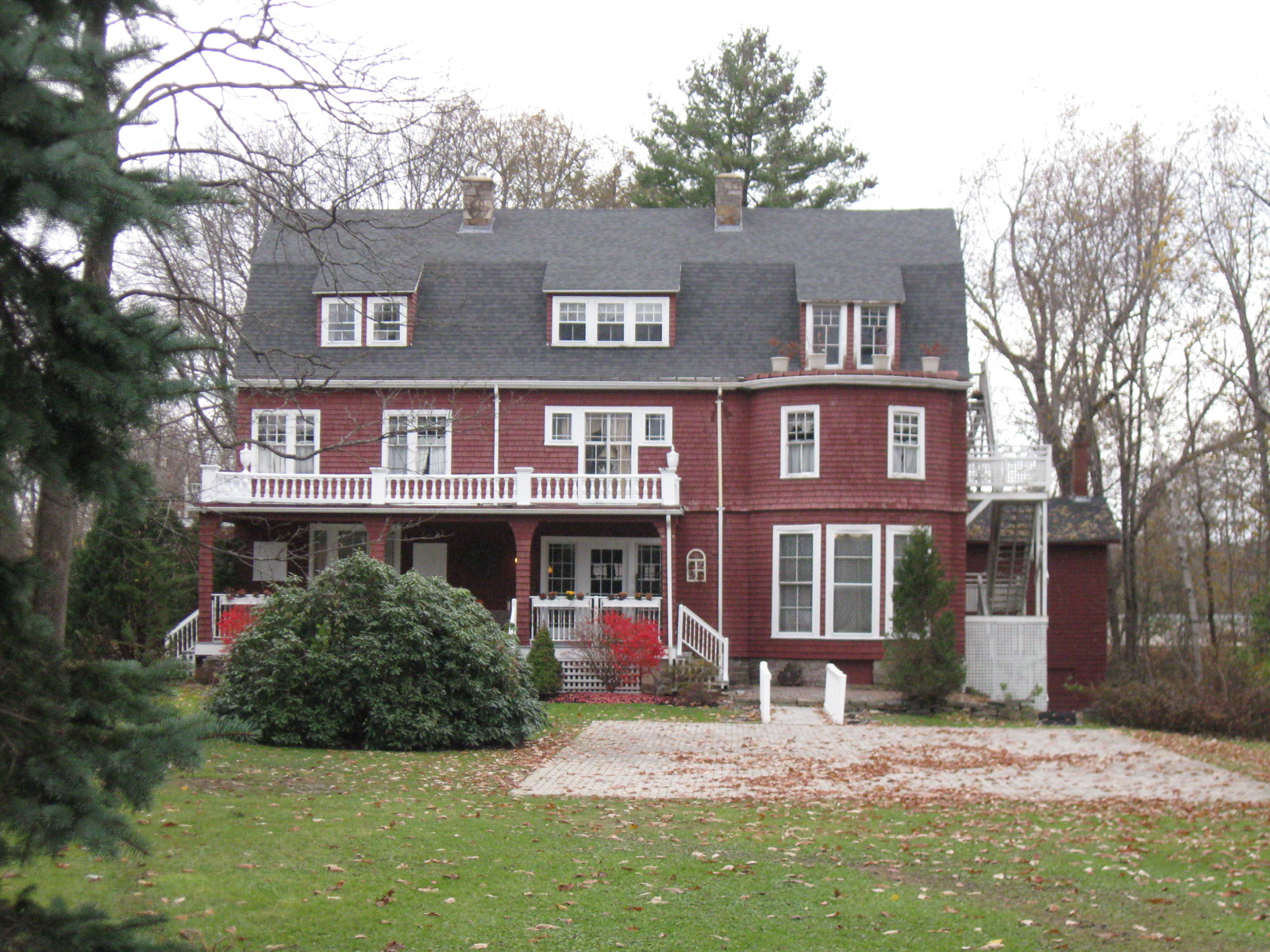
Camp Hammond Yarmouth

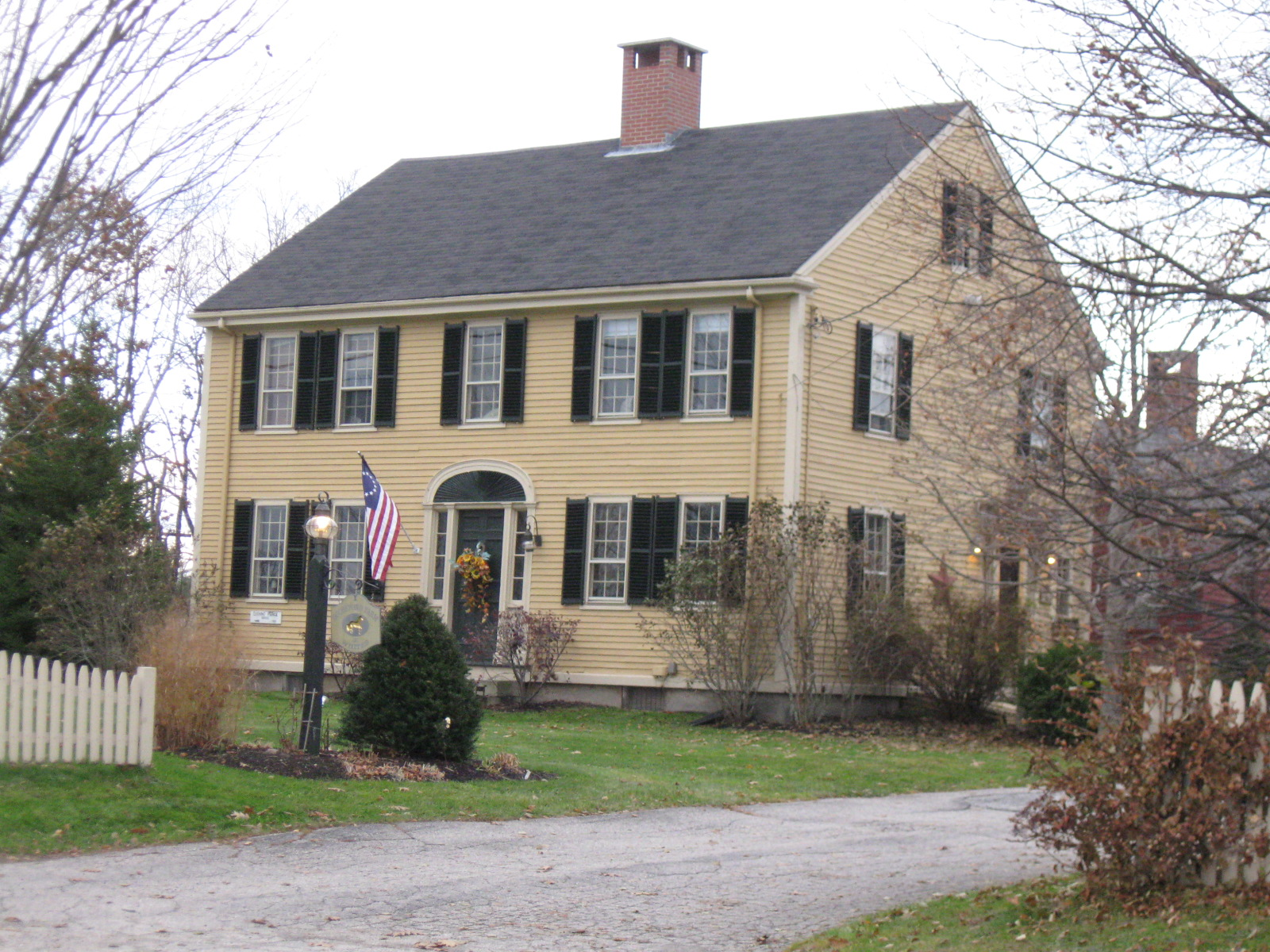
Prince House

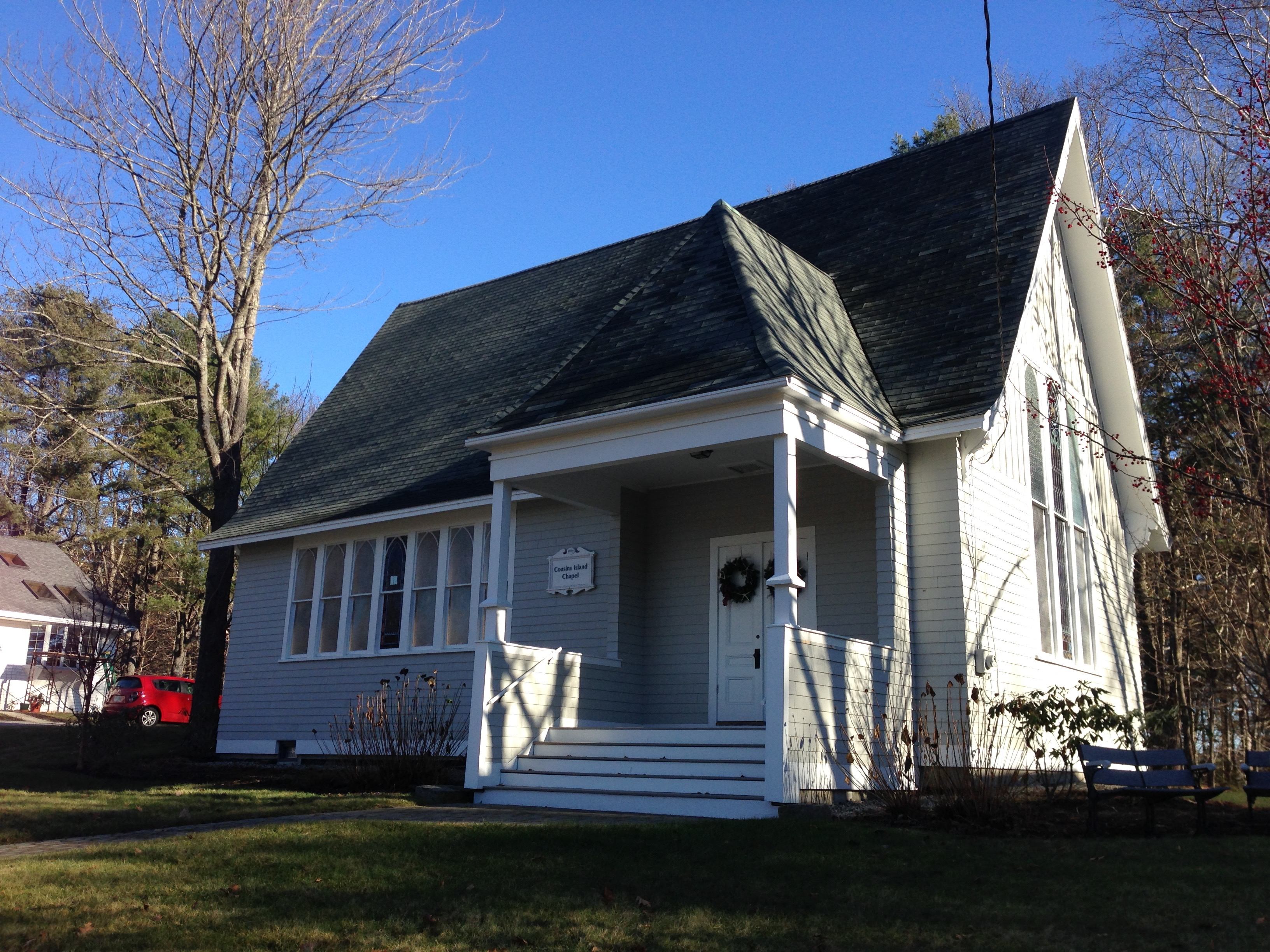
Cousins Island Chapel

Zehn Bauwerke stehen unter Denkmalschutz und wurden ins National Register of Historic Places aufgenommen.
- Capt. S.C. Blanchard House, aufgenommen 1979, Register-Nr. 79000136
- Camp Hammond, aufgenommen 1979, Register-Nr. 79000137
- Central Parish Church, aufgenommen 1988, Register-Nr. 88000892
- Cousins Island Chapel, aufgenommen 1997, Register-Nr. 97000605
- First Parish Congregational Church, aufgenommen 1995, Register-Nr. 95000728
- Grand Trunk Railroad Station, aufgenommen 1979, Register-Nr. 79000139
- Capt. Reuben Merrill House, aufgenommen 1974, Register-Nr. 74000313
- Mitchell House, aufgenommen 1978, Register-Nr. 78000325
- North Yarmouth and Freeport Baptist Meetinghouse, aufgenommen 1978, Register-Nr. 78000174
- Cushing and Hannah Prince House, aufgenommen 1999, Register-Nr. 99000772

## Wirtschaft und Infrastruktur
In Yarmouth ist der Kartografische Verlag DeLorme ansässig. Im Unternehmenssitz befindet sich Eartha, der größte sich drehende Globus der Erde. Der 1998 erbaute Globus hat eine Größe von 12,52 Meter.

### Verkehr
Die Interstate 295, verläuft entlang der Küste durch Yarmouth. Ebenfalls an der Küste, parallel zur Interstate durchquert der Highway 1 den Ort. Von ihm zweigt in nördliche Richtung die Maine State Route 115 und in südliche Richtung die Maine State Route 88 ab. Cousins Island ist durch eine Brücke mit dem Festland verbunden und Little John Island wiederum durch eine Brücke mit Cousins Island.
Yarmouth liegt an den Strecken der Grand Trunk Railway und der Maine Central Railroad.

### Öffentliche Einrichtungen
In Yarmouth gibt es medizinische Einrichtungen. Weitere und die nächstgelegenen Krankenhäuser für die Bewohner von Yarmouth befinden sich in Falmouth und Portland.
Die Merrill Memorial Library wurde zunächst in den 1890er Jahren von George Hammond als Hillseide Library gegründet. Benannt wurde sie in Erinnerung an die Eltern von Joseph Edward Merrill, der in Yarmouth geboren wurde und die North Yarmouth Academy besuchte, später dann als Verleger in Boston tätig war.

### Bildung
Das Yarmouth School Department ist für die Schulbildung in der Town zuständig.
In der Town stehen folgende Schulen zur Verfügung:
- Yarmouth High School
- Frank H. Harrison Middle School
- Yarmouth Elementary School
- William H. Rowe School

## Persönlichkeiten

### Söhne und Töchter der Stadt
- Carl McKinley (1895–1966), Komponist
- Travis Roy (1975–2020), Eishockeyspieler und -trainer
- Walt Shepard (* 1982), Biathlet
- Sophia Laukli (* 2000), Skilangläuferin

### Persönlichkeiten, die vor Ort gewirkt haben
- Samuel P. Benson (1804–1876), Politiker
- Alfred Kantor (1923–2003), tschechischer Künstler